# Куреши (деревня)
Куреши — деревня в Старопольском сельском поселении Сланцевского района Ленинградской области.

## История
В журнале заседаний Гдовской городской Думы от 25 мая 1812 года упоминается деревня Куреши в связи с прошением крестьян на дачу им разрешения на покупку крупного рогатого скота.
Деревня Куреши обозначена на карте Санкт-Петербургской губернии Ф. Ф. Шуберта 1834 года.

КУРИШИ — деревня принадлежит её величеству, число жителей по ревизии: 27 м. п., 37 ж. п. (1838 год)

Деревня Куреши отмечена на карте профессора С. С. Куторги 1852 года.

КУРЕШИ — деревня Гдовского её величества имения, по просёлочной дороге, число дворов — 7, число душ — 28 м. п. (1856 год)

КУРЕШИ (КУРЕШ) — деревня удельная при колодце, число дворов — 7, число жителей: 29 м. п., 32 ж. п. (1862 год) 

В XIX — начале XX века деревня административно относилась к Старопольской волости 2-го земского участка 1-го стана Гдовского уезда Санкт-Петербургской губернии.
Согласно Памятной книжке Санкт-Петербургской губернии 1905 года деревня образовывала Курешское сельское общество.
С марта 1917 года, деревня находилась в составе Заклепского сельсовета Старопольской волости Гдовского уезда.
- Деревня Куреши на карте 1919 года

С февраля 1924 года, в составе Замошского сельсовета.
С февраля 1926 года, вновь в составе Заклепского сельсовета.
С февраля 1927 года, в составе Ложголовской волости Кингисеппского уезда.
С августа 1927 года, в составе Осьминского района.
С ноября 1928 года, в составе Старопольского сельсовета. В 1928 году население деревни составляло 131 человек.
По данным 1933 года деревня Куреши входила в состав Старопольского сельсовета Осьминского района.
С 1 августа 1941 года по 31 января 1944 года, германская оккупация.
С 1961 года, в составе Сланцевского района.
С 1963 года, в составе Кингисеппского района.
По состоянию на 1 августа 1965 года деревня Куреши входила в состав Старопольского сельсовета Кингисеппского района. С ноября 1965 года, вновь в составе Сланцевского района. В 1965 году население деревни составляло 40 человек.
По данным 1973 и 1990 годов деревня Куреши входила в состав Старопольского сельсовета.
В 1997 году в деревне Куреши Старопольской волости проживали 8 человек, в 2002 году — 17 человек (русские — 71 %, украинцы — 29 %).
В 2007 году в деревне Куреши Старопольского СП проживали 14 человек, в 2010 году — 15 человек.

## География
Деревня расположена в восточной части района на автодороге 41К-814 (Старополье — Соболец).
Расстояние до административного центра поселения — 1,5 км.
Расстояние до ближайшей железнодорожной станции Веймарн — 51 км.

## Демография
| 1862 | 2007 | 2010 | 2017 |
| ---- | ---- | ---- | ---- |
| 61   | ↘14  | ↗15  | ↗18  |